# Van Anda
Van Anda est une communauté située dans la province de la Colombie-Britannique, sur l'Île Texada.